# Сагарадзе Гурам
Гурам Сагарадзе:
- Сагарадзе Гурам Георгійович (1929—2013) — радянський і грузинський актор, народний артист Грузинської РСР.
- Сагарадзе Гурам Ревазович (нар. 1939) — радянський борець вільного стилю, срібний призер олімпійських ігор.